# Ґерлінде Добершюц
Ґерлінде Добершюц (нім. Gerlinde Doberschütz, 26 жовтня 1964) — східнонімецька академічна веслувальниця.
Олімпійська чемпіонка 1988 року в складі розпашної четвірки зі стерновою.